# Lion Island (Viktorialand)
Lion Island (von englisch lion ‚Löwe‘) ist eine kleine Insel vor der Scott-Küste des ostantarktischen Viktorialands. Im Granite Harbor liegt sie östlich der Einmündung des Hunt-Gletschers zwischen Kap Archer und dem Dreikanter Head.
Ihren Namen erhielt die Insel durch Teilnehmer der Terra-Nova-Expedition (1910–1913) des britischen Polarforschers Robert Falcon Scott.